# Liste der Biografien/Bergi
Liste der Biografien |
Portal Biografien |
Personensuche
# |
A |
B |
C |
D |
E |
F |
G |
H |
I |
J |
K |
L |
M |
N |
O |
P |
Q |
R |
S |
T |
U |
V |
W |
X |
Y |
Z |
?
 
Ba |
Be |
Bd |
Bg |
Bh |
Bi |
Bj |
Bl |
Bm |
Bn |
Bo |
Br |
Bs |
Bu |
Bw |
By |
Bz
 
Bea–Beb |
Bec |
Bed |
Bee |
Bef |
Beg |
Beh |
Bei |
Bej |
Bek |
Bel |
Bem |
Ben |
Beo |
Bep |
Beq |
Ber |
Bes |
Bet |
Beu |
Bev |
Bew |
Bex |
Bey |
Bez
 
Bera |
Berb |
Berc |
Berd |
Bere |
Berf |
Berg |
Berh |
Beri |
Berj |
Berk |
Berl |
Berm |
Bern |
Bero |
Berq |
Berr |
Bers |
Bert |
Beru |
Berv |
Berw |
Berx |
Bery |
Berz
 
Berga |
Bergb |
Bergc |
Bergd |
Berge |
Bergf |
Bergg |
Bergh |
Bergi |
Bergj |
Bergk |
Bergl |
Bergm |
Bergn |
Bergo |
Bergq |
Bergr |
Bergs |
Bergt |
Bergu |
Bergv |
Bergw
Die Liste der Biografien führt alle Personen auf, die in der deutschsprachigen Wikipedia einen Artikel haben. Dieses ist eine Teilliste mit 32 Einträgen von Personen, deren Namen mit den Buchstaben „Bergi“ beginnt.

## Bergi

### Bergie
- Bergie, Gerard Paul (* 1957), kanadischer Geistlicher, Bischof von Saint Catharines
- Bergien, Angelika (* 1957), deutsche Sprachwissenschaftlerin
- Bergien, Rüdiger (* 1977), deutscher Militärhistoriker
- Bergien, Wilhelm (1916–1989), deutscher Offizier, zuletzt Brigadegeneral
- Bergier, Gabriel (1659–1736), Schweizer evangelischer Geistlicher und Hochschullehrer
- Bergier, Jacques (1912–1978), französisch-polnischer Chemiker, Alchemist, Spion, Journalist und Schriftsteller
- Bergier, Jean-François (1931–2009), Schweizer Historiker
- Bergier, Jean-Pierre (1685–1743), Schweizer evangelischer Geistlicher
- Bergier, Nicolas-Sylvestre (1718–1790), französischer Theologe

### Bergin
- Bergin, Joseph (* 1948), irischer Historiker und Hochschullehrer
- Bergin, Michael (* 1969), US-amerikanischer Filmschauspieler
- Bergin, Osborn (1873–1950), irischer Sprachwissenschaftler und Keltologe
- Bergin, Patrick (* 1951), irischer Schauspieler
- Bergin, Sean (1948–2012), südafrikanischer Jazzmusiker
- Bergin, Thomas Goddard (1904–1987), US-amerikanischer Romanist, Italianist und Provenzalist
- Bergin, Virginia (* 1966), britische Schriftstellerin
- Berginz, Jürgen (* 1989), liechtensteinischer Bobfahrer

### Bergiu
- Bergius, Burkhard (1937–2010), deutscher Architekt, Stadtplaner, Architekturhistoriker und Hochschullehrer
- Bergius, C. C. (1910–1996), deutscher Schriftsteller
- Bergius, Carl Julius (1804–1871), deutscher Staatswissenschaftler
- Bergius, Carl Ludwig August (1784–1829), deutscher Beamter
- Bergius, Conrad (1592–1642), deutscher evangelischer Theologe
- Bergius, Friedrich (1884–1949), deutscher Chemiker und NobelpreisträgerFriedrich Bergius (1884–1949)

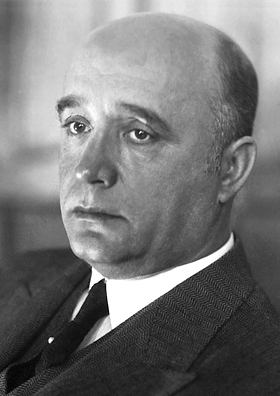
Friedrich Bergius (1884–1949)

- Bergius, Georg Conrad (1623–1691), deutscher reformierter Theologe und Hofprediger in Brandenburg-Preußen
- Bergius, Hanne (* 1947), deutsche Kunsthistorikerin
- Bergius, Johann (1587–1658), deutscher reformierter Theologe
- Bergius, Johann Heinrich Ludwig (1718–1781), deutscher Verwaltungswissenschaftler
- Bergius, Konrad (1544–1592), deutscher Pädagoge, Rhetoriker und evangelischer Theologe
- Bergius, Max (1862–1900), deutscher Verwaltungsjurist
- Bergius, Peter Jonas (1730–1790), schwedischer Mediziner und Naturwissenschaftler
- Bergius, Rudolf (1914–2004), deutscher Psychologe
- Bergius, Rudolf von (1824–1905), preußischer Generalmajor